# Clemente Geiger
Clemente Geiger, CPPS, (Leuterschach, Alemanha, 27 de janeiro de 1900 – Rankweil, 14 de junho de 1995) foi um bispo católico. Bispo prelado da Prelazia do Xingu, Pará.
Dom Clemente foi ordenado padre no dia 29 de junho de 1930. Nomeado 2º Administrador Apostólico da Prelazia do Xingu (1935-1948);  Recebeu a ordenação episcopal no dia 19 de maio de 1948, das mãos de Dom Joseph Mary Marling, Dom Henry Joseph Grimmelsman e Dom Anthony John King Mussio.
Lema episcopal: "Redemptio in Cruce" (Redenção na Cruz). Mandato como 1º bispo prelado do Xingu: (1948-1971). Renunciou ao munus episcopal no dia 26 de abril de 1971.